# El reino animal (película de 1932)
El reino animal, cuyo guion se basa en una obra teatral de Philip Barry, es una película dirigida por Edward H. Griffith y George Cukor.

## Argumento
Un editor de éxito se da cuenta de que al elegir a la que iba a ser su mujer se equivocó. Antes de su matrimonio mantenía una relación sentimental con una mujer muy independiente, no obstante, a la hora de casarse se decidió por otra más convencional, y se arrepiente de su decisión.

## Otros créditos
- Color: Blanco y Negro
- Sonido: RCA Photophone System
- Dirección: Edward H. Griffith y George Cukor
- Dirección artística: Van Nest Polglase
- Montaje: Daniel Mandell
- Sonido: Denzil A. Cutler
- Efectos especiales: Harry Redmond Sr.
- Diseño de vestuario: Howard Greer y Walter Plunkett
- Maquillaje: Mel Berns (maquillaje) y Ethel Hogan (peluquería)